# Paňdžáb

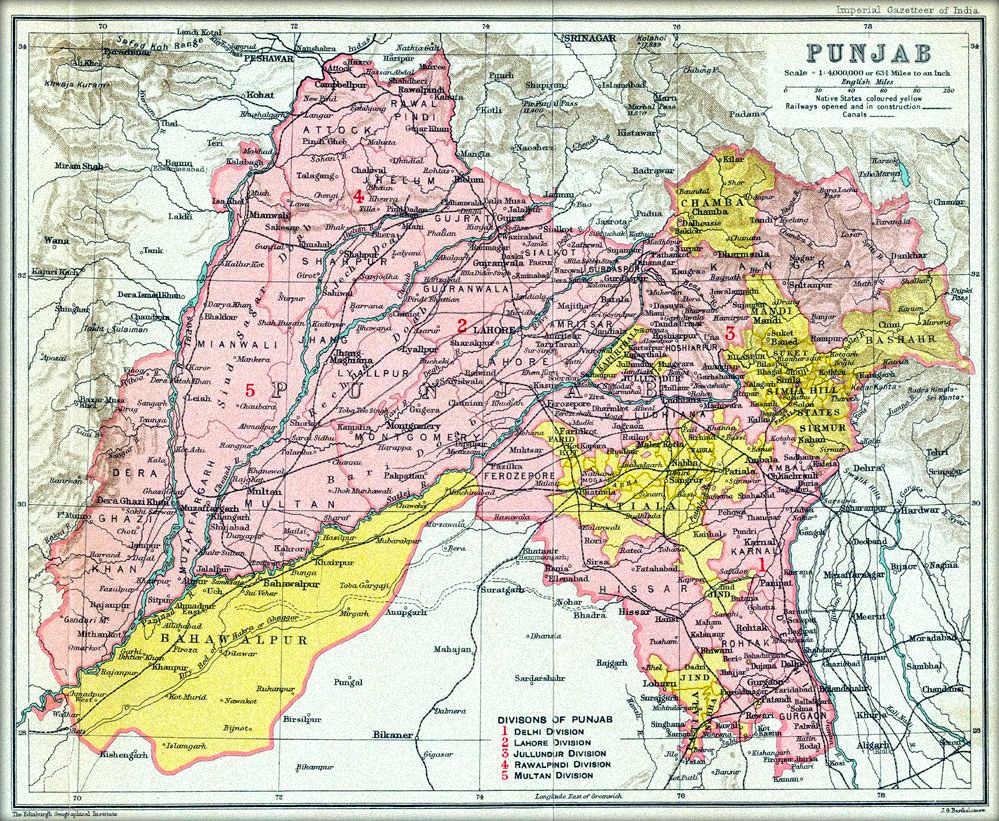
Mapa Paňdžábu z roku 1909

Paňdžáb (gurmukhí ਪੰਜਾਬ, urdsky پنجاب, Pandžāb („Pětiříčí“), hindsky पंजाब, anglický přepis Punjab) je historické území rozdělené dnes mezi Pákistán (provincie Paňdžáb) a Indii (státy Paňdžáb, Harijána a Himáčalpradéš a svazové teritorium Čandígarh). Jeho historickou metropolí je město Láhaur v dnešním Pákistánu.
Pět řek, které daly zemi jméno, jsou: Džihlam, Čanáb, Ráví, Satladž a Bjás – vše jsou přítoky Indu.

## Jazyky a nářečí

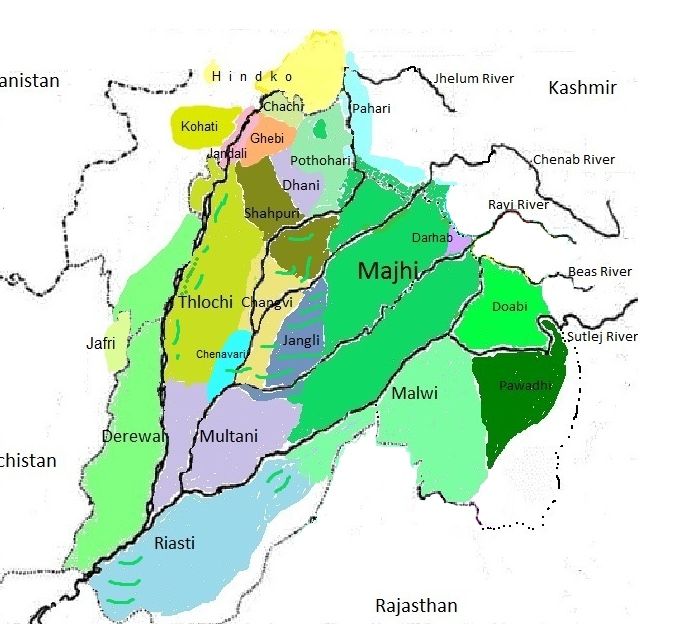
Nářečí v Paňdžábu

Hlavním jazykem paňdžábského obyvatelstva je paňdžábština. V indické části se píše písmem gurmukhí. Pákistánská část používá písmo šáhmukhí, blízké upravenému arabskému písmu, které používá urdština. Hindština psaná v písmu dévanágarí se používá v indických svazových státech Himáčalpradéš a Harijána. V různých oblastech Paňdžábu se mluví různými nářečími. Nářečí madžhí je společné pro indickou i pákistánskou část Paňdžábu.